# Амвросий Якалис
Амвросий (на гръцки: Αμβρόσιος, Амвросиос) е гръцки духовник, сервийски и кожански митрополит.

## Биография
Роден е с фамилията Якалис (Γιακαλής) в 1940 година в Керами на Лесбос. През 1967 г. е ръкоположен за дякон, а през 1974 г. за презвитер. Завършва Богословския факултет на Атинския университет. Прави докторат в Сейнт Джонс Колидж, Кеймбридж. Въздигнат е в митрополитско достойнство в 1998 година. В 2004 година подава оставка поради влошено здраве. Умира в скита „Свети Пантелеймон“ на светогорския манастир Кутлумуш на 26 януари 2016 година.